# Sara Kindberg
Sara Kindberg Adelskov (født 9. marts 1975 i Aarhus) er en dansk jordemoder, cand.scient.san, ph.d. i sundhedsvidenskab ved Aarhus Universitet og serie-iværksætter og Impact Investor indenfor kvinders reproduktive sundhed. Kindberg var i 2008 - 2023 ansat ved Aarhus Universitetshospital som jordemoder og klinisk specialist i fødselsbristninger. Hun har siden 2008 været direktør for GynZone ApS, hvor hun arbejder globalt med uddannelse og simulationstræning indenfor diagnostik, bedøvelse, suturering og opheling af fødselsbristninger.
Kindberg er opvokset i Ry, udsendt med Ungdommens Røde Kors til Uganda i 1993, uddannet som jordemoder ved UCN, Professionshøjskolen University College Nordjylland i 1999, som cand. scient. san ved Aarhus Universitet i 2005, og som ph.d. ved Aarhus Universitet i december 2008. Samme år grundlagde hun GynZone ApS sammen med overlæge Karl Møller Bek og overlæge Søren Brostrøm.
Kindberg har arbejdet som klinisk jordemoder i Danmark og Grønland, og som underviser i Norden, Canada, og Australien.
- I 2013 var Kindberg med til at implementere systematisk screening af kvinder med fødselslæsioner i en jordemoderledet efterfødselsklinik på Aarhus Universitetshospital.
- I 2015 blev pioner-arbejdet i efterfødselsklinikken på Aarhus Universitetshospital fremhævet af WHO som eksempel på anbefalet praksis.
- I 2017 var Kindberg medstifter af Hegenberger Speculum, som udvikler et gynækologisk spekulum til suturering af komplekse fødselsbristninger. Virksomheden blev solgt i 2022.
- I 2018 var Kindberg medstifter af Vulva Enterprise ApS, som udvikler medicinske fantomer til simulationstræning inden for GynObs.
- Siden 2024 har Kindberg investeret i flere danske start-ups sammen med andre Impact investorer fra Angella Invest.

## Nomineringer og priser
Danish Design Award 2020, Hegenberger Speculum vandt i kategorien Better Work
Årets Kvindelige Iværksætter, iVækst (2011) Arkiveret 28. april 2015 hos  Wayback Machine

## Privat
Kindbergs forældre har begge arbejdet med sindslidende i Aarhus Kommune. Hendes mor er ergoterapeut og faderen er socialrådgiver.
Sara Kindberg var i folkeskoletiden 1991-1992 næstformand for Danmarks Elev Organisation (DEO) samt ansvarlig for undervisningsmaterialer ved Operation Dagsværk i 1994.
Kindberg har datteren Katrine Kindberg (født 2000)

## Publikationer
Sara Kindberg har ydet bidrag til Kvinde Kend Din Krop samt lærebøger for jordemødre og fødselslæger, blandt andet Ars Pariendi 2013 og 2020.
- Researchgate
- Pure Arkiveret 12. januar 2022 hos  Wayback Machine